# أوريو كوسكينن

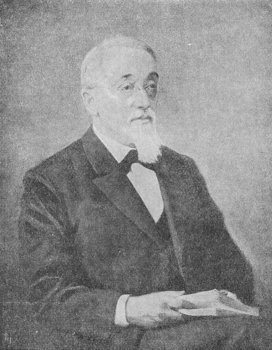
أوريو كوسكينن

البارون أوريو كوسكينن (Yrjö Koskinen؛ فاسا، 10 ديسمبر 1830 - هلسنكي 13 نوفمبر 1903) فرايهر عضو مجلس الشيوخ وبروفيسور ومؤرخ وسياسي ورئيس الحزب الفنلندي بعد يوهان فيلهلم سنلمان. كان شخصية محورية في الحركة الفنومانية. اسمه الأصلي يوري زكرياس فورسمان وأصل أسرته من جانب والده من السويد. لاحقاً فـَنلند اسمه إلى أوريو ساكاري أوريو كوسكينن.

## وصلات خارجية
- أوريو كوسكينن على موقع الموسوعة البريطانية (الإنجليزية)

- مؤلفات Yrjö Sakari Yrjö-Koskinen في مشروع غوتنبرغ